# Đỗ Hồi
Đỗ Hồi (chữ Hán: 杜回) là dũng sĩ nước Tần thời Xuân Thu. Ông được xem là một nhân vật trong điển tích "kết cỏ ngậm vành" trong điển cố dân gian Trung Quốc.
Nguyên Đỗ Hồi vốn là người Bạch Địch vùng Thanh Mi sơn. Đỗ Hồi chỉ cậy có sức khỏe tuyệt luân nhưng lại không có mưu mẹo, vì thế trong 1 trận chiến giữa quân Bạch Địch với quân Tần đã bị gài bẫy bắt sống nên về hàng nước Tần. Ông chuyên sử dụng 1 cây "khai sơn đại phủ" nặng 120 cân làm vũ khí, mỗi lần ra trận tả xung hữu đột chém giết không ghê tay khiến quân các nước chư hầu nghe danh đều khiếp đảm kinh hồn. Năm 594TCN, Tấn Cảnh Công sai Ngụy Khỏa đánh thành nước Lỗ, Tần Hoàn Công phái Đỗ Hồi đưa binh cứu viện. Hai bên giao chiến tại Phụ Thị (nay thuộc huyện Đại Lệ, Thiểm　Tây). Ngụy Khỏa không địch nổi Đỗ Hồi phải rút lui vào thành cố thủ, sau đó Ngụy Khỏa nghĩ ra cách lừa Đỗ Hồi đến vùng thảo nguyên cỏ mọc um tùm khiến ngựa của viên tướng này vướng chân mà ngã lăn quay. Quân lính nước Tấn ùa đến bắt sống được Đỗ Hồi, để trừ hậu họa Ngụy Khỏa đã hạ lệnh xử trảm ông.